# Grands Prix automobiles de la saison 1912
1911 1913
La saison de Grands Prix automobiles 1912 comportait une Grande Épreuve : le Grand Prix de France.

## Grands Prix de la saison

### Grandes Épreuves
| Grand Prix          | Circuit | Date          | Pilote vainqueur | Constructeur vainqueur | Résultats |
| ------------------- | ------- | ------------- | ---------------- | ---------------------- | --------- |
| Grand Prix de l'ACF | Dieppe  | 25 et 26 juin | Georges Boillot  | Peugeot                | Résultats |

### Autres Grands Prix
| Grand Prix                | Circuit          | Date          | Pilote vainqueur    | Constructeur vainqueur | Résultats |
| ------------------------- | ---------------- | ------------- | ------------------- | ---------------------- | --------- |
| Free-For-All Race         | Santa Monica     | 4 mai         | Teddy Tetzlaff      | Fiat                   | Résultats |
| Targa Florio              | Madonies         | 25-26 mai     | Cyril Snipe         | SCAT                   | Résultats |
| 500 miles d'Indianapolis  | Indianapolis     | 30 mai        | Joe Dawson Don Herr | National               | Résultats |
| Coupe des Voiturettes     | Dieppe           | 25-26 juin    | Victor Rigal        | Sunbeam                | Résultats |
| Coupe du Roi des Belges   | Anseremme-Dinant | 20-21 juillet | René Croquet        | Théodore Schneider     | Résultats |
| Elgin National Trophy     | Elgin            | 31 août       | Ralph DePalma       | Mercedes               | Résultats |
| Grand Prix de l'ACO       | Le Mans          | 9 septembre   | Paolo Zuccarelli    | Lion-Peugeot           | Résultats |
| Coupe de la Sarthe        | Le Mans          | 9 septembre   | Jules Goux          | Peugeot                | Résultats |
| Coupe Vanderbilt          | Milwaukee        | 2 octobre     | Ralph DePalma       | Mercedes               | Résultats |
| Grand Prix des États-Unis | Milwaukee        | 5 octobre     | Caleb Bragg         | Fiat                   | Résultats |
| Coupe d’Ostende           | Ostende          | 3 novembre    | René Thomas         | Lion-Peugeot           | Résultats |